# Healing (motorfiets)
Healing is een historisch Australisch merk van motorfietsen, dat ook onder verschillende andere namen bekend was.
De bedrijfsnaam was A.G. Healing, Melbourne, Victoria, Australia.
A.G. Healing was een handelaar die in het begin van de twintigste eeuw onder verschillende merknamen motorfietsen produceerde. Opvallend aan Healing-machines is dat letterlijk alle framedelen voorzien waren van een framenummer.

## Healing-Jap
Het is mogelijk dat er machines onder de naam Healing-JAP gemaakt werden, uiteraard met een JAP-motorblok. 

## Blue Bird
Healing bouwde onder de naam Blue Bird machines met een JAP-V-twin. 

## Peerless
Ook de Peerless had een dergelijk JAP-blok, hoewel deze machines in het begin eencilinder Minerva en Fafnir-motoren hadden. In feite waren er slechts geringe verschillen tussen deze modellen. 
- Voor andere merken met de naam Peerless, zie Peerless (Birmingham) - Peerless (Boston) - Peerless (Oldham)

## De Luxe
Onder de naam De Luxe werden machines gebouwd die gebaseerd waren op de De Luxe uit Chicago en dus door Healing in licentie gebouwd werden. Beide machines maakten gebruik van Spacke-motorblokken. 
- Voor andere merken met de naam De Luxe, zie Excelsior Cycle Company, Chicago - De Luxe (Wolverhampton)

## Pasco
Vast staat dat de machines die rond 1920 door de heren McRae en Pascoe uit Melbourne onder de merknaam "Pasco" werden aangeboden uit de fabriek van Healing kwamen.
- een mogelijke verklaring voor de verschillende merknamen van Australische merken (ook bij auto's en vrachtauto's) is de importbeperking van de Australische regering. Hierdoor mogen er geen complete motorvoertuigen geïmporteerd worden en worden ze dus in onderdelen verscheept en ter plaatse geassembleerd. Daardoor komen Europese en Amerikaanse merken dus bij Australische producenten terecht.